# Шер, Семён Яковлевич
Семён Я́ковлевич Шер (1908, Тула — февраль 1942, Демянский район, Ленинградская область) — советский оператор, фронтовой кинооператор в годы Великой Отечественной войны.

## Биография
Родился в семье тульского служащего. Работал на фабрике самоваров, на железной дороге, в губкоме РКП(б), был организатором и ответственным секретарём Тульского ОДСК.
В 1926—1930 годах обучался на операторском факультете Государственного техникума кинематографии в Москве (Государственный институт кинематографии — с 1930 года), куда был командирован ЦК ВЛКСМ. Параллельно учёбе с 1928 года работал на Московской кинофабрике «Совкино». После окончания института в 1930 году продолжил работать на московской студии при «Союзкино». В 1931—1933 годах служил в Красной армии, где окончил лётную школу и стал лётчиком-наблюдателем в тяжёлой авиации. После демобилизации работал оператором на Московской кинофабрике «Союзкинохроника», специализировался на воздушных киносъёмках.
В октябре 1935 года был незаконно арестован по обвинению в халатности. Особым совещанием при НКВД СССР в январе 1936 года приговорён к трём годам ссылки в Ташкент. Отбывая там срок, работал на студии «Узбекфильм».
С октября 1939 года — ассистент оператора на киностудии «Союздетфильм», там же в качестве второго оператора принимал участие в создании первого цветного фильма-сказки «Конёк-горбунок» (1941), снимавшегося по двухцветному процессу Ф. Ф. Проворова и Г. А. Рейсгофа, также фильма «Романтики» (1941).
Автор сюжетов для кинопериодики «Наука и техника», «Пионерия», «Советское искусство», «Социалистическая деревня», «Союзкиножурнал».
С ноября 1941 года в киногруппе Западного фронта — именно ей были поручены ответственные съёмки боевых операций для полнометражного фильма о Битве за Москву. Им стал «Разгром немецких войск под Москвой» (1942), над которым работало 18 операторов Центральной студии кинохроники. С. Шер вместе с В. Соловьёвым среди прочего сняли сожжённую Ясную Поляну — яркое киносвидетельство варварства немецких оккупантов.
Был командирован с десантом в тыл противника, до сих пор не вернулся. Официального сообщения о гибели ещё нет. Десантники из части, где он был, сообщили об его гибели.
Также снимал в составе киногруппы Северо-Западного фронта. По свидетельству В. Н. Головни, оператора Северо-Западного фронта, зимой 1941—1942 года С. Шер был прикомандирован «к лыжному батальону, выполнявшему на одном из участков фронта специальное задание».

Батальон был обнаружен противником, попал под губительный огонь миномётов и понёс серьёзные потери. Погиб и кинооператор, отставший при прорыве.
— В. Н. Головня, «Искусство кино» № 6 1981
Официально — пропал без вести при выполнении боевого задания с бойцами 2 МВДБр.
По данным ОБД «Мемориал» С. Шер перезахоронен в братской могиле в деревне Кневицы Демянского района Новгородской области. Прах погибшего был перенесён в 1969 году из одиночного захоронения близ деревни Заболотье.

## Фильмография
- 1931 — Вызов липецких
- 1931 — Говорят пролетарии Тулы (совместно с Б. Макасеевым)
- 1931 — Образцовые дороги в Москве (совместно с В. Ешуриным)
- 1931 — Подмосковный гигант (совместно с М. Ошурковым)
- 1933 — Спартакиада командиров (совместно с Б. Буртом, К. Соломахой, Н. Теплухиным)
- 1942 — Разгром немецких войск под Москвой (в соавторстве)
- 1943 — Генерал Голиков (совместно с Г. Могилевским, Т. Бунимовичем)[18]

## Память
- Имя С. Шера увековечено на мраморной доске, что находилась на ЦСДФ, Лихов пер., 6 — в память о 43-х работниках студии, погибших на фронтах Великой Отечественной войны при выполнении профессионального долга. С 2020 года доска в постоянной экспозиции Музея кино[19][комм. 5];
- Имя С. Шера также на мраморной доске в московском Доме кино — в числе погибших в годы Великой Отечественной войны кинематографистов.

## Комментарии
1. ↑  Вероятным отцом Семёна Шера был Яков Юнохович Шер, тульский торговец, он же Янкель Енохович Шер родом из Венёвского уезда, согласно переписи населения Тулы 1916 года ему был 51 год[1][2][3].
2. ↑  Формулировка Особого совещания при НКВД СССР: «Допустил хищение секретной киноплёнки». С. Я. Шер был реабилитирован 30 июля 1992 года посмертно[6][5].
3. ↑  Фамилии двоих операторов — Владимира Ешурина и Алексея Сёмина по каким-то причинам не были включены в титры фильма[9].
4. ↑  В составе 2 МВДБр С. Я. Шер не числился, вероятно был прикомандирован к бригаде для съёмок материалов о разгроме немцев под Москвой в ходе «Демянской» десантной операции[13].
5. ↑  После передачи здания ЦСДФ в 2005 году РПЦ доску «Вечная слава павшим за Родину 1941—1945» неоднократно перевозили по новым адресам РЦСДФ, а после окончательной ликвидации студии в марте 2017 года мемориальная доска была передана на хранение в Дом ветеранов кино в Матвеевском[5].